# Гордон, Самуил Вульфович
Самуил Вульфович Гордон (25 ноября 1909, Ковно — 1998, Москва) — советский еврейский писатель

 (идиш).

## Биография
Окончил 2-й МГУ (1931). Начал литературную работу в 1932. Участник Великой Отечественной войны, с 23 июня 1941 красноармеец 43-го запасного полка 5-й стрелковой бригады 258-й стрелковой дивизии. Участвовал в боевых действиях под Пинском, на Воронежском направлении, под Орлом. В 1942 году уволен из армии по состоянию здоровья. Сотрудничал в Совинформбюро. Награждён орденом Отечественной войны II степени, медалями. Член Союза писателей СССР (1944). Сотрудничал с ЕАК, печатался в газете «Эйникайт». В 1949—1956 гг. репрессирован. Реабилитирован.

### Проза
- В пути: Рассказы. Очерки. М., 1957
- Весна: Роман, повести и рассказы. М., 1966
- Домой: Повести и рассказы. М., 1973
- У виноградника: Повести, рассказы, путевые картины. М., 1976
- Повести и рассказы. М., 1979
- Вечная мера: Роман, рассказы, повести. М., 1981